# Zhuge Ke
Zhuge Ke, Großjährigkeitsname Yuanxun (* 203; † 253), war der Sohn des Wu-Ministers Zhuge Jin und der Neffe des Shu-Ministers Zhuge Liang. Er wurde nach Lu Xuns Tod Kanzler und nach Sun Quans Tod Regent für dessen Nachfolger Sun Liang.

## Leben

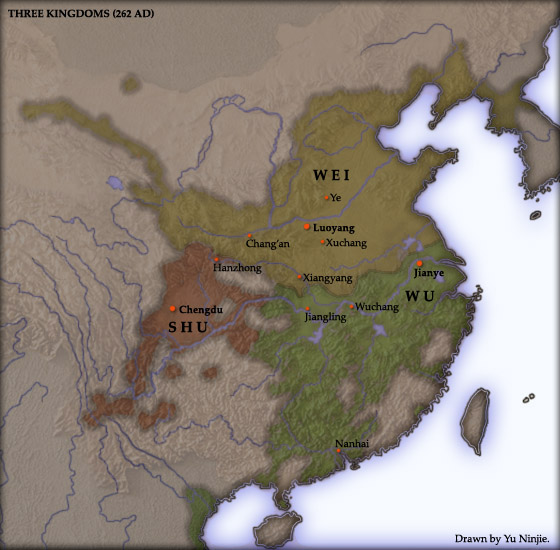
Die Drei Reiche um 262.

### Aufstieg unter Sun Quans Herrschaft
Nachdem der Begründer der Wu-Dynastie, Sun Quan, seinen Sohn Sun Deng 221 zum Kronprinzen ernannt hatte, besetzte er seinen Stab mit Söhnen der höchsten Beamten und anderen fähigen jungen Verwaltungskräften. Die vier prominentesten waren Zhuge Ke, Zhang Zhaos Sohn Zhang Xiu, Gu Yongs Sohn Gu Tan und Chen Wus Sohn Chen Biao. Sun Deng behandelte sie mehr wie Freunde als wie Untergebene, und sie wuchsen gemeinsam auf und dienten dem Kronprinzen als Berater. Als Sun Deng seinen Sekretär einen Kommentar über sie niederschreiben ließ, schätzte dieser Zhuge Ke als den Intelligentesten und Geschicktesten seiner Generation ein. Aufgrund dieser Eigenschaft geriet Zhuge Ke auch rasch in den Ruf, rücksichtslos zu sein. Sowohl sein Vater als auch sein Onkel tadelten ihn häufig darüber. Zhuge Jin sagte einst: „Dieses Kind wird meinem Haus entweder große Ehre oder den Untergang bringen.“

### Feldzug gegen die Yue
Als Zhuge Ke 234 als Kommandant der Hauptstadtgarde diente, schlug er Sun Quan einen Plan gegen das Volk der Yue in der strategisch wertvollen Danyang-Kommandantur vor. Die meisten Beamten, auch Zhuge Jin, hielten diesen Plan für unvorsichtig und kostspielig. Dennoch bestand Zhuge Ke auf der Erfolgsaussicht seines Plans, und so ernannte Sun Quan ihn zum Gouverneur von Danyang und gab ihm die erforderlichen Befugnisse, seinen Plan auszuführen. Als der Reis dann erntereif war, ließ er ihn rasch ernten und sammeln. Die Yue hungerten, bis sie sich unterwarfen, und Zhuge Ke behandelte sie würdig. 237 war Danyang vollständig unter Kontrolle der Wu und wurde eine produktive Kommandantur für Truppen und Vorräte. Sun Quan war beeindruckt und machte Zhuge Ke zum Marquis.

### Angriff auf Shouchun
Im Jahr 243 plante Zhuge Ke eine größere Attacke gegen die wichtige Wei-Stadt Shouchun und bereitete seine Armee vor. Der prominente  Wei-General Sima Yi stellte sich ihm entgegen, und Sun Quan befahl Zhuge Ke den Rückzug. Aber schon Zhuge Kes unvorsichtiger Wille, sich Sima Yi entgegenzustellen, machte Lu Xun Sorgen, so dass er Zhuge Ke eine Verwarnung schrieb. Da er sich dem Veteranen unterwerfen musste, schrieb Zhuge Ke eine Entschuldigung zurück. Nach Lu Xuns Tod 245 vertraute Sun Quan Zhuge Ke dessen wichtigen Posten in Wuchang an.

### Designation zum Regenten
Als Sun Quans Tod 251 näher rückte, suchte er einen Regenten für seinen jungen Sohn und Erben Sun Liang. Sein persönlicher Assistent Sun Jun schlug Zhuge Ke vor, und auch dem Volk erschien er sehr fähig. Sun Quan war über Zhuges Überheblichkeit und Selbstüberschätzung besorgt, aber auf Sun Juns Bitten designierte er ihn zum Regenten und berief ihn aus Wuchang ab. Als Zhuge in der Hauptstadt anlangte, fing ihn der Veteranengeneral Lü Dai ab und sagte zu ihm, weil er seine Rücksichtslosigkeit kannte: "Was du tun wirst, ist schwierig. Bevor du handelst, denke zehnmal nach." Zhuge erwiderte respektlos (anders als Lu Xun gegenüber): „Als Ji Wenzhi (ein Schüler des Konfuzius) dreimal vor der Tat nachdachte, empfahl ihm Konfuzius, nur zweimal zu überlegen. Nun sagst du mir, Herr, dass ich zehnmal nachdenken soll. Heißt das nicht, dass du mich dumm nennst?“ Lü konnte nicht antworten, und das Volk dachte, er habe ungehörig gesprochen, aber spätere Historiker hielten dies für ein Zeichen von Zhuge Kes wachsender Überheblichkeit und Rücksichtslosigkeit. Dies wurde in der Zeit als Regent noch schlimmer: Zhuge Ke ordnete an, dass alle wichtige Belange von ihm zuerst entschieden würden (außer Fälle auf Leben und Tod), und dass alle anderen Offiziere sich vor ihm verneigten.
Nach Sun Quans Tod im Jahr 252 wurde Sun Liang Kaiser, und Zhuge Ke diente ihm wunschgemäß als Regent.

### Als Regent für Sun Liang
Als er Regent wurde, lockerte Zhuge Ke einige der strengen Gesetze aus Sun Quans später Regierungszeit und senkte die Steuern. Das Volk war erfreut, und wo er hinkam, umringten sie ihn in großer Menge.
Noch 252 ließ Zhuge Ke den Donxing-Damm wiederaufbauen, den Sun Quan 230 errichtet hatte, der aber 241 für ein Reservoir beim Chao-See zerstört wurde. Er wollte ihn zum einen als Bollwerk gegen die Wei verwenden, zum anderen als Flottenstützpunkt. Darum startete der Wei-Regent Sima Shi eine gewaltige Kampagne gegen die Wu und griff den Dongxing-Damm mit seiner Hauptstreitmacht an. Zhuge Ke und sein General Ding Feng konnten die Wei überraschend angreifen und vernichtend schlagen.
Angestachelt von seinem Erfolg in Dongxing, bereitete Zhuge Ke einen großen Angriff auf die Wei vor. Er berief sich darauf, dass Sima Shi (erst ein Jahr im Amt, aber schon 45 Jahre alt) „jung und unerfahren“ sei. Zhuge Ke wandte eine lange vorher ausgeklügelte Strategie an: Er versammelte, gegen den Widerspruch vieler Beamten, alle dienstfähigen jungen Männer von Wu für den Angriff, und sprach sich mit dem Shu-Regenten Jiang Wei ab, der die Wei-Truppen mit einem Angriff ablenkte. Weil er aber von seinem Ziel Shouchun abwich und gegen Hefei zog, scheiterte er an dessen starker Verteidigung und war schließlich zum Rückzug gezwungen. Statt aber in die Hauptstadt Jianye zurückzukehren und sich für seinen furchtbaren Irrtum zu entschuldigen, blieb er einige Zeit der Hauptstadt fern und entschuldigte sich nicht.
Als er endlich doch nach Jianye zurückkehrte, wies er weiterhin streng alle Anschuldigungen von sich. Er bestrafte alle, die ihm widersprachen, und plante sogar noch eine weitere Attacke gegen die Wei. Sun Jun entschied sich, Zhuge Ke zu töten. Er behauptete vor Sun Liang, dass Zhuge Ke Verrat plante, und stellte Zhuge eine Falle bei einem kaiserlichen Festmahl, bei dem er ihn tötete und seine Sippe hinrichten ließ.
Nach dem Tode Sun Juns und seines Cousins Sun Lin, bestattete der Kaiser Sun Xiu Zhuge Ke erneut mit kaiserlichen Ehren, weigerte sich aber, ihm ein Denkmal aufzustellen.

## Überlieferung
Zhuge Kes Leben bot Stoff für einige anekdotenhafte Passagen in Luo Guanzhongs klassischem Roman Die Geschichte der Drei Reiche aus dem 14. Jahrhundert.
Eine Anekdote über Zhuge Ke in seiner Kindheit und Jugend erwähnt ein Bankett. Unter Spitzenbeamten der Wu war Zhuge Jins Gesicht ein häufiger Witz, weil es an einen Esel erinnerte. Um Zhuge Ke zu necken, ließ Sun Quan einen Esel hereinführen, der ein Schild mit den zwei Zeichen „Zhuge Ziyu“ trug. (Ziyu war der Hofname Zhuge Jins.) Dann wandte sich Sun Quan an Zhuge Ke und befahl ihm, zwei beliebige Zeichen hinzuzufügen. Zhuge Ke wählte rasch „Zhi Lu“ (Der Esel von …) und bat, dass der Esel seinem Vater geschenkt werde. Dies beeindruckte Sun Quan.
Bei einem anderen Bankett fragte Sun Quan Zhuge Ke: „Wer ist besser, dein Vater oder dein Onkel (Zhuge Liang)?“ Zhuge Ke antwortete rasch: „Mein Vater.“ Und er begründete: „Mein Vater versteht es, dem richtigen Kaiser zu dienen, mein Onkel nicht. Darum ist mein Vater besser.“ Sun Quan war von dieser subversiven Schmeichelei beeindruckt und gestattete Zhuge Ke, den älteren Beamten Wein einzuschenken, was eine hohe Ehre für junge Beamte war. Als er zum altehrwürdigen Zhang Zhao kam, lehnte der den Wein wegen seines Alters ab, aber Zhuge Ke bestand darauf und verglich ihn mit Jiang Ziya (der legendäre Premierminister der Zhou-Dynastie), was Zhang und Sun Quan erneut beeindruckte.
Bei einer weiteren Gelegenheit erschien ein Botschafter der Shu mit einem Geschenk an Pferden für Sun Quan. Sun kannte Zhuge Ke als guten Reiter und rief ihn, um ihn mit einem Pferd zu belohnen. Als Zhuge Ke ankam, kniete er plötzlich nieder und dankte für die Ehrengabe. Sun Quan war überrascht, woher Zhuge wusste, wozu er gerufen wurde, und Zhuge Ke erklärte: „Shu Han dient nur dem Stall Eurer Majestät, und dass der Botschafter ein Tribut an Pferden anbietet, ist gewiss.“ Diese Bemerkung würdigte Shu herab und schmeichelte Sun Quan.